# Aurresku

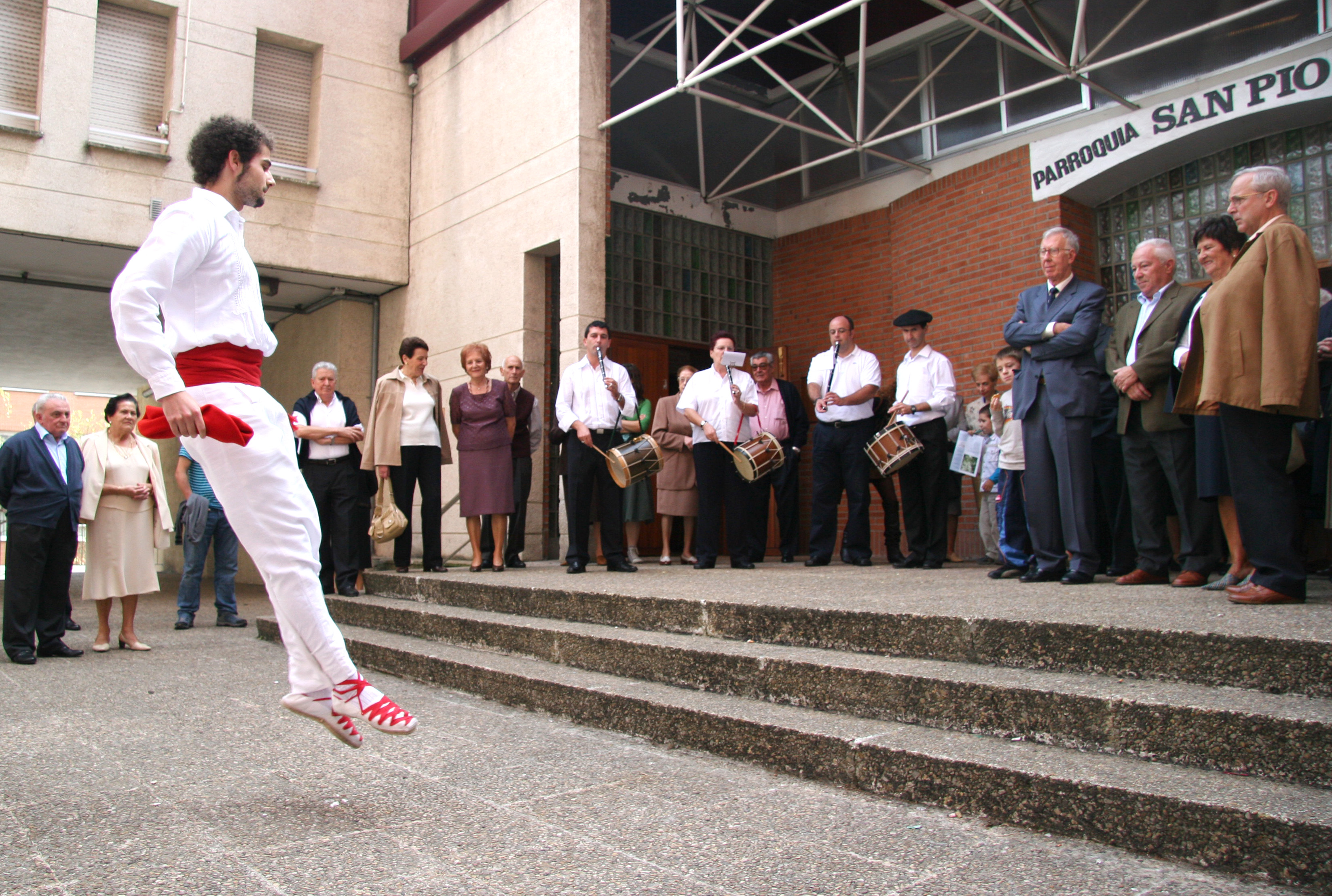
Un arreskulari ballant un dels passos de la dansa

L'aurresku és una dansa solemne del País Basc que es balla en públic com a forma de reverència o homenatge. En l'actualitat també es balla en tot tipus d'esdeveniments públics, com ara casaments, inauguracions o congresos.
La dansa tal com es coneix avui en dia la balla un aurreskulari (ballarí de l'auresku) acompanyat d'un txistulari, és a dir, d'un músic que amb una mà toca el txistu (un instrument de vent de tradició basca) i amb l'altra toca un tamborí.
Habitualment el dantzari (ballarí) va vestit a la manera tradicional amb camisa i pantaló blancs, espardenyes del mateix color, una txapela (boina) negra i una faixa verda o vermella. A partir de la meitat del segle XX es va obrir la dansa a les dones, que la practiquen amb la roba tradicional femenina.